# Elias Goer
Elias Goer (14 de diciembre de 2000) es un deportista de Alemania que compite en atletismo. Ganó una medalla de plata en el Campeonato Europeo de Atletismo Sub-20 de 2019, en la prueba de 200 m.